# Coumba Sow
Coumba Sow, née le 27 août 1994 à Zurich en Suisse, est une footballeuse internationale suisse évoluant au poste de milieu de terrain au FC Bâle.

## Biographie
Née le 27 août 1994 à Zurich d’un père sénégalais, Coumba Sow grandit dans le quartier d’Oerlikon. Elle est la cousine du footballeur international suisse Djibril Sow.

### Carrière en club
À l’âge de 13 ans, Coumba Sow intègre son premier club, le SV Höngg, alors que son père refuse qu’elle joue avec des garçons, avant de rejoindre le FC Zurich un an plus tard. En 2010, elle intègre la première équipe, en Ligue nationale A, avec qui elle gagne deux titres de championnes et deux victoires en Coupe de Suisse,.
À 19 ans, après avoir obtenu sa maturité gymnasiale, Coumba Sow rejoint les États-Unis et les ligues universitaires, avant de revenir au FC Zurich durant l’été 2018,.
En juillet 2019, Coumba Sow s'engage pour deux ans au Paris FC.

### Carrière en sélection
Coumba Sow a été sélectionnée en équipe nationale de Suisse lors des qualifications pour la Coupe du monde 2019.